# Iron Eyes Cody
Iron Eyes Cody (ur. 3 kwietnia 1907, zm. 4 stycznia 1999) – amerykański aktor filmowy i telewizyjny.

## Filmografia
seriale
- 1943: The Phantom jako Tubylec
- 1955: Gunsmoke jako Indianin
- 1959: Bonanza jako Długi Niedźwiedź
- 1969: Then Came Bronson jako John Carbona
- 1983: Drużyna ''A'' jako Wódz Watashi

film
- 1919: Back to God’s Country jako Indianin
- 1934: Massacre jako Indianin
- 1936: The Boss Rider of Gun Creek jako Indianin Danny
- 1941: Napad na Western Union jako Pijący Indianin
- 1949: The Cowboy and the Indians jako Indiański farmer
- 1952: Apache Country jako Indianin z Pat
- 1967: The Fastest Guitar Alive jako Pierwszy Indianin
- 1987: Ernest jedzie na biwak jako wódz St. Cloud

## Wyróżnienia
Posiada swoją gwiazdę na Hollywoodzkiej Alei Gwiazd.